# Magdalena Komorowska
Magdalena Komorowska – polska łyżwiarka
Magda Komorowska związana jest z łyżwiarstwem od czwartego roku życia. Początkowo związana była z klubem sportowym „Społem” w Łodzi. Zaczynała jako solistka. W latach 1993–1995 trzykrotnie zdobyła brązowy medal w kategorii solistek. Wielokrotnie reprezentowała Polskę na zawodach i mistrzostwach międzynarodowych, między innymi w Lillehammer, Helsinkach, Budapeszcie, Pjongjangu.
Od 12 lat jeździ w rewii Holiday on Ice. Wraz z Radkiem Dostálem, partnerem zarówno na lodowisku, jak i w życiu prywatnym, są wiodącą parą rewii. Wystąpili w takich pokazach jak: Evolution (1996–1999), Colours of Dance (1999–2003), Hollywood (2003–2006), Mystery (2006–2008).
Brała udział w holenderskiej i polskiej edycji programu Gwiazdy tańczą na lodzie. W polskiej odsłonie programu jej partnerami byli aktor Marcin Krawczyk (2. miejsce) i konferansjer Conrado Moreno (10. miejsce).